# 大山康晴賞
大山康晴賞（おおやまやすはるしょう）は、日本将棋連盟が、将棋の普及や文化の振興のため貢献した個人・団体に与える賞。おおむね、個人分野2名（普及関係者1名、マスコミ関係者1名）、団体分野1団体へ毎年、授賞している。

## 歴代受賞者
第1回（1994年）
- 佐々木治夫、永井英明、天童市

第2回（1995年）
- 片浦頼三、越智信義、東急百貨店

第3回（1996年）
- 土岐田勝弘、神田山陽（浜井弘）、倉敷市

第4回（1997年）
- 浦口敬壽、齊藤榮、都筑総合学園

第5回（1998年）
- 中戸俊洋、宮崎カズエ、近鉄百貨店

第6回（1999年）
- 高橋太郎、島田正吾（服部喜久太郎）、天童青年会議所

第7回（2000年）
- 渥美雅之、井口昭夫、堺市

第8回（2001年）
- 本多冨治、大浦武生、銀天夜市実行委員会

第9回（2002年）
- 堀田正夫、田邊忠幸、百石町

第10回（2003年）
- 西沢一司、岩松良彦、日本たばこ産業

第11回（2004年）
- 川下静男、福本和生、日本公文教育研究会

第12回（2005年）
- 北村實、金田秀信、松坂屋

第13回（2006年）
- 乗本眞澄、山田史生、芝苑

第14回（2007年）
- 川嶋長一郎、中原伸之、日本盲人会連合

第15回（2008年）
- 渋谷守生、島田良夫、倉敷市文化振興財団、日本アマチュア将棋連盟[2]

第16回（2009年）
- 角田千成、石川賢省、大阪府中・高等学校将棋連盟、船村徹（特別賞）[3]

第17回（2010年）
- 立谷純一、榊久雪（坂出グランドホテル）、北九州市、詰将棋パラダイス

第18回（2011年）
- 石渡鉄信、中野英伴、富士通[4]

第19回（2012年）
- 井上侃（いのうえただし）、藤枝学園、ほほえみの宿 滝の湯

第20回（2013年）
- 鬼頭孝生、村上義和、加古川市

第21回（2014年）
- 山崎将明、増川宏一、霧島酒造

第22回（2015年）
- 長田嘉郎、北村具房、JFEスチール株式会社西日本製鉄所

第23回（2016年）
- 広瀬修市、眞部利應、株式会社マイナビ、蓮華院誕生寺

第24回（2017年）
- 中平邦彦、高等学校文化連盟 全国将棋専門部、鳩森八幡神社

第25回（2018年）
- 許建東、 眞田尚裕、株式会社囲碁将棋チャンネル、京急百貨店

第26回（2019年）
- 小池正夫、岡田宏道、藤田観光株式会社、野田市

第27回（2020年）
- 新型コロナウイルス感染拡大防止の為中止

第28回（2021年）
- 八木下征男、瀧澤武信、株式会社リコー

第29回（2022年）
- 貫正義、公益財団法人東京都スポーツ文化事業団

第30回（2023年）
- フランク・レーヴェカンプ、御蔵島村

## 参照書籍
- 「令和６年版　将棋年鑑　2024【棋譜データ付き】」（2024年8月、著作者：日本将棋連盟　ISBN 978-4-8399-87138）